# Escanyapobres (pel·lícula)
Escanyapobres (coneguda com a Gold Lust en anglès), és una pel·lícula de drama històric catalana de 2024 dirigida per Ibai Abad i coescrita per Elisenda Gorgues, basada en la novel·la curta L'Escanyapobres (1884), de Narcís Oller. És protagonitzat per Alex Brendemühl i Mireia Vilapuig. Està rodada en català.

## Trama
Finals del segle xix. L'arribada del tren a un poble aïllat porta l'anhelat progrés, però també l'Oleguer, un fosc usurer amb negocis tèrbols. Quan expropia la masia de la Cileta i de la seva família, la jove pagesa farà tot el possible per recuperar la casa. Encara que això impliqui seguir els obscurs passos de l'usurer.

## Repartiment
- Alex Brendemühl com a Oleguer[8][7]
- Mireia Vilapuig com a Cileta[8][7]
- Laura Conejero com a Tuïes[8][11]
- Quim Àvila com a Eloi[11]
- Boris Ruiz com a Pere[11]
- Juli Mira com a don Magi[11]

## Producció
El film és una coproducció d'Abacus, Mayo Films i Nakamura Films i va comptar amb la participació de 3Cat i À Punt. Els llocs de rodatge inclouen La Saira, Crevillent, Salàs de Pallars, Calaf, Bellmunt del Priorat, Móra la Nova, i Mutxamel.

## Estrena
La pel·lícula es va exhibir per primer cop el 20 d'abril de 2024 a la competició principal del BCN Film Fest. Va viatjar al New York City Indie Film Festival i el 4 de juny al Festival Internacional de Cinema en Català (FIC-CAT), on va guanyar el premi al millor llargmetratge. Es va estrenar als cinemes el 29 de novembre de 2024.